# Călin Peter Netzer
Călin Peter Netzer (n. 1 mai 1975, Petroșani, Hunedoara, România) este un regizor de film român. Netzer este primul regizor din România care a primit premiul cel mare  Ursul de Aur la Festivalul Internațional de Film de la Berlin. El este cunoscut publicului pentru lungmetrajele sale ”Poziția Copilului” (2013), ”Ana, mon amour” (2017) și Medalia de onoare, cu Victor Rebengiuc în rolul principal.

## Biografie
Călin Peter Netzer s-a născut în 1975, în România. La vârsta de opt ani a emigrat cu întreaga familie în Germania și s-a reîntors în România după Revoluția Română din 1989. Între 1994 și 1999 a studiat regia de film la Academia de Teatru și Film I.L.Caragiale din București , unde a realizat scurt-metraje de ficțiune, printre care Mingea de cârpă (1994), Ochi uscați (1995), Maria (1997) și Zăpada mieilor (1998). 

## Filmografie
Lungmetrajul său de debut, Maria, realizat în anul 2003, o coproducție România, Franța și Germania, a fost foarte bine primit de către public și critica de specialitate. A obținut Premiul Special al Juriului, Mențiune acordată de Juriul Tineretului, Leopardul de Bronz la secțiunea Cel mai bun actor pentru Șerban Ionescu și Cea mai bună actriță pentru Diana Dumbravă, toate acestea la Festivalul Internațional de la Locarno, 2003. A mai primit Premiul Don Quixote – Mențiune specială, Mențiunea de onoare și Premiul Juriului Studențesc la Festivalul de film de la Cottbus în 2003, Mențiune specială la Festivalul internațional de film de la Festróia – Tróia, 2004, Premiul UCIN pentru interpretare rol principal feminin pentru Diana Dumbravă și Premiul pentru muzică în 2004. A fost nominalizat pentru Premiile Academiei Europene de Film în 2003, la secțiunea Cea mai bună actriță (Diana Dumbravă). Cel de-al doilea lung metraj, Medalia de onoare (2009), a fost selectat în peste 30 de festivaluri și a câștigat premiul Silver Alexander la Festivalul Internațional de Film de la Thessaloniki și alte premii la festivalurile de la Turin, Miami, Durres, Los Angeles și Zagreb. În 2013 Călin Peter Netzer devine primul regizor român care câștigă marele premiu Ursul de Aur la Festivalul Internațional de Film de la Berlin cu lung metrajul Poziția copilului. ”Poziția Copilului” a obținut un record de box-office cu mai mult de 110.000 de spectatori în cinematografele din România și a fost distribuit în peste 30 de teritorii precum America de Sud, Germania, Franța, Polonia și Israel. În 2017 Netzer revine la Berlin și primește ”Ursul de argint” pentru filmul Ana, mon amour, care a fost selectat în peste 60 de festivaluri internaționale și distribuit comercial în peste 15 teritorii.

### Scurtmetraje
- Mingea de cârpă,1994
- Ochi uscați, 1995
- Maria, 1997
- Zăpada mieilor, 1998

### Lungmetraje
- Maria (2003)
- Medalia de onoare (2009)
- Poziția copilului (2013)
- Ana, mon amour (2017)
- Familiar (2023)